# Irène, Irène
Pour plus de détails, voir Fiche technique et Distribution.
Irène, Irène est un film italien réalisé par Peter Del Monte et sorti en 1975.

## Fiche technique
- Titre : Irène, Irène
- Réalisation : Peter Del Monte
- Scénario : Peter Del Monte et Gianni Menon
- Photographie : Tonino Nardi
- Costumes : Lina Taviani
- Décors : Stefano Provinciali
- Son : Remo Ugolinelli
- Musique : Paolo Renosto
- Montage : Alfredo Muschietti
- Société de production : Cooperativa Artea
- Pays de production :  Italie
- Durée : 105 minutes
- Dates de sortie :
  - Italie : 26 août 1975 (Mostra de Venise) ; 31 décembre 1975 (sortie nationale)
  - France : novembre 1975 (Paris Film Festival) ; 9 mars 1977 (sortie nationale)

## Distribution
- Alain Cuny
- Olimpia Carlisi
- Sibilla Sedat
- Vania Vilers
- Francesco Carnelutti
- Paola Barbara
- Maria Michi